# Johann Gottlieb Helbig
Johann Gottlieb (Amadeus) Helbig (* 2. April 1812 in Langenleuba-Oberhain; † 1866) war ein deutscher Advocat und Politiker.

## Leben
Helbig war der Sohn eines Leinenwebers und Krämers. Er war evangelisch und seit 1838 verheiratet. Von 1832 bis 1835 studierte er Rechtswissenschaften an der Universität Leipzig. Nach dem Studium war er bis August 1849 Advokat und Notar in Borna. Von 1846 bis 1849 war er dort auch Bürgermeister.
In der Märzrevolution war er von 1848 bis 1849 Mitglied der 2. Kammer des Sächsischen Landtags. Vom 29. Mai 1849 (als Nachfolger von Franz Heisterbergk) bis zum 18. Juni 1849 (Rumpfparlament) vertrat er den Wahlkreis 8. Kgr. Sachsen (Rochlitz) in der Frankfurter Nationalversammlung. Im Parlament blieb er fraktionslos.
Im Mai 1849 nahm er am Dresdner Maiaufstand teil. Deshalb wurde im Juni 1849 ein Strafverfahren wegen Aufruhrs vor dem Stadtgericht in Dresden gegen ihn angestrengt. Im August 1849 erfolgte die Amtsuspendierung als Bürgermeister und Notar. Er entzog sich der Strafverfolgung durch Flucht in die Schweiz. 1851 lebte er in Zürich.